# Hanstholm
Hanstholm is een plaats met ongeveer 2340 inwoners en een voormalige gemeente op Vendsyssel-Thy in de regio Noord-Jutland in Denemarken. Het is de noordwestelijkste plaats van Denemarken met een zeehaven.

## Voormalige gemeente
De oppervlakte van gemeente Hanstholm bedroeg 216,09 km². De voormalige gemeente telde 5786 inwoners, waarvan 2969 mannen en 2817 vrouwen (cijfers 2005).
De oude gemeente is sinds 2007 opgegaan in de nieuw gevormde gemeente Thisted.